# Bankhaus E. Mayer
Die Bankhaus E. Mayer AG ist eine deutsche Privatbank mit Sitz in Freiburg im Breisgau. 

## Geschichte

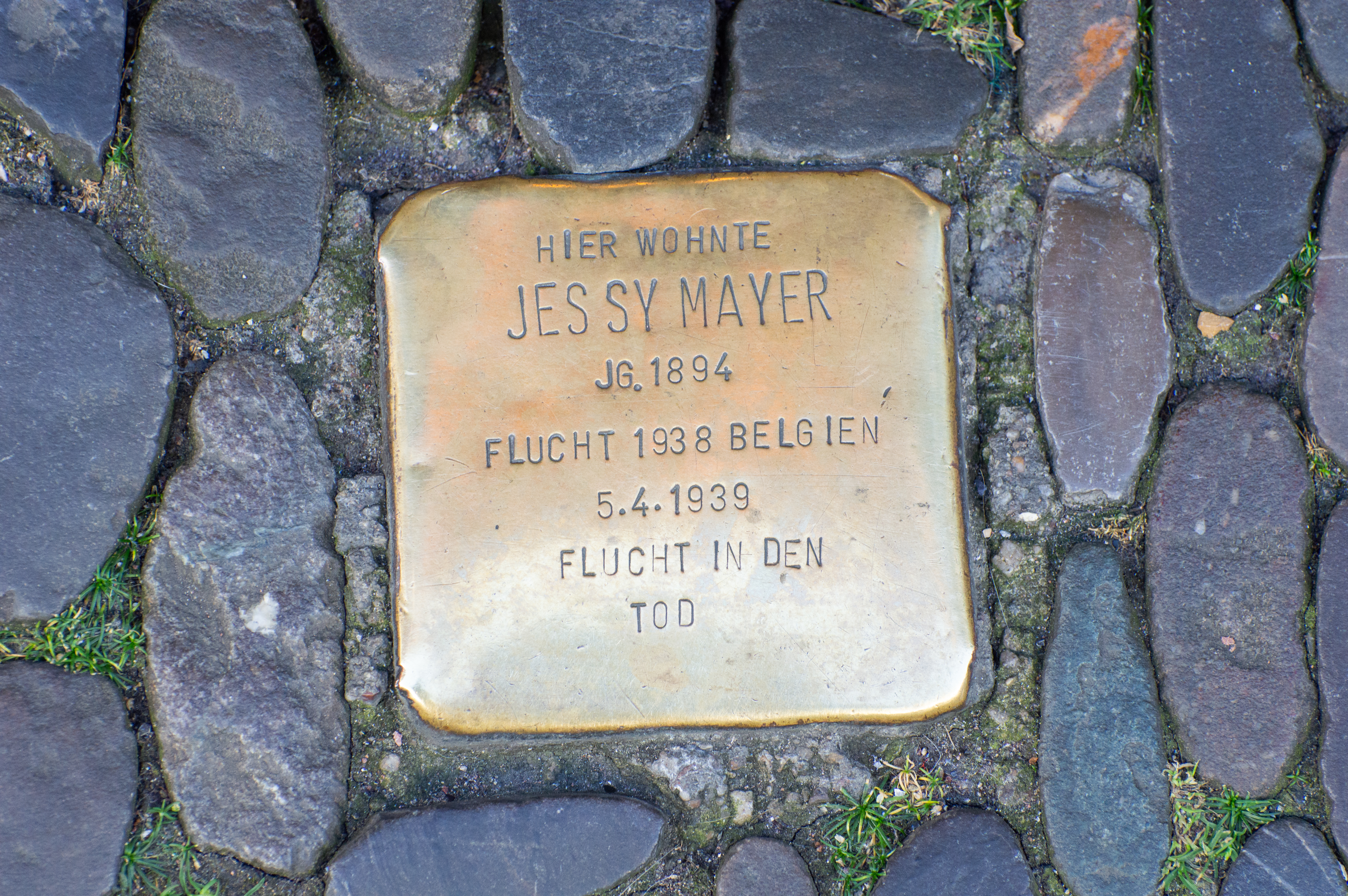
Stolperstein für Jessy Mayer in der Salzstraße 24

Das Unternehmen wurde im Jahr 1879 durch den jüdischen Kaufmann Elias Mayer (1851–1923)  aus Müllheim in Freiburg im Breisgau als Kommissionsgeschäft gegründet. 1922 übernahm der jüngste Sohn Jessy Mayer die Bank. Er widmete sich, vor allem unter den immer schwieriger werdenden Bedingungen in der Zeit des Nationalsozialismus vermehrt der Finanzierung von Transport- und Transitgeschäften. Jessy Mayer (* 1894) verfügte über gute Beziehungen bis ins Reichswirtschaftsministerium, im Oktober 1936 wurde er jedoch verhaftet, dann zwar wieder freigelassen, aber mit hohen finanziellen Bußen belegt. Am 5. November 1938 floh er über die Schweiz nach Belgien, wo er sich am 5. April 1939 das Leben nahm. Seine Mutter war bereits im März 1939 in Freiburg verstorben, daraufhin zogen die Behörden das gesamte Familienvermögen ein, die Bank wurde bis zum Oktober 1940 liquidiert.
Im Dezember 1952 wurde die Bank unter ihrem alten Namen von Familienangehörigen wiederbelebt, im Dezember 1954 wurde der Bankbetrieb wiederaufgenommen. 1957 zog sich die Familie ganz aus der Bank zurück, die seit September 1963 in der Rechtsform eines Einzelhandelskaufmanns geführt wurde, seit 1978 als Aktiengesellschaft. Heute ist sie die einzige Privatbank in Freiburg und der weiteren Umgebung.
Von ihrer Gründung bis 1960 hatte die Firma ihren Sitz im „Haus zum Ehrstein“ an der Salzstraße 24 in Freiburg, seitdem am Friedrichsring.

## Geschäftsfelder
Die Bankhaus E. Mayer AG betreibt als Universalbank sämtliche Bankgeschäfte mit Privat-, Geschäfts- und Firmenkunden. Der Schwerpunkt wird auf das traditionelle Bankgeschäft gelegt.
Die Bank ist Mitglied im Bundesverband deutscher Banken e. V. und dessen Einlagensicherungsfonds sowie im Geldautomaten-Verbund Cashpool.

## Technik
Die Bankhaus E. Mayer AG ist dem genossenschaftlichen Rechenzentrum der Fiducia & GAD IT angeschlossen und nutzt als Kernbankensystem deren Software agree21.